# Accelerated processing unit
Pour les articles homonymes, voir APU.
Le terme accelerated processing unit ou APU (signifiant en anglais : unité de calcul accéléré) est, en architecture informatique, un terme générique pour désigner une unité spécialisée dans l'accélération matérielle que l'on ajoute en aide au processeur principal (le CPU). Ces unités peuvent être graphique (GPU), physique (PPU), de calcul matriciel sur des circuits graphiques (GPGPU), de traitement numérique du signal (DSP), certaines utilisations de circuit logique programmable, ou réseau logique programmable (FPGA), ou autres coprocesseurs.
L'ensemble de ces processeurs peuvent se trouver sur la même puce que le processeur, comme dans le cas des systèmes sur une puce (SoC), incluant dans ce cas, les processeurs de gestion des différentes parties du système (contrôleurs matériels dont la mémoire, disque, périphériques vidéo et audio, périphériques réseau et autres capteurs).

## APU dans le monde x86
Ce terme a également été repris par les commerciaux de l'AMD Fusion, puis par l'ensemble du monde x86 pour dénommer une seule puce regroupant à la fois le CPU, et un ou plusieurs APU (dans le sens général), mais contrairement au SoC, n'incluant pas les unités de contrôle du système. Intel a ensuite suivi cette appellation pour certains Intel Atom et Intel Core.